# Liste der denkmalgeschützten Objekte in Černý Důl
Grundlage dieser Liste der denkmalgeschützten Objekte in Černý Důl ist die ÚSKP-Liste (Ústřední seznam kulturních památek České republiky, deutsch Zentrale Liste der Kulturdenkmäler der Tschechischen Republik), die von der tschechischen Denkmalschutzbehörde NPÚ (Národní památkový ústav, deutsch Nationale Denkmalbehörde) seit 1987 geführt wird und an die seit dem Jahr 1850 geschaffenen Listen anschließt.
Die Liste umfasst die Kulturdenkmale der Gemeinde Černý Důl (Schwarzenthal) im Okres Trutnov mit ihren Ortsteilen.

## Černý Důl(Schwarzenthal)
| Lage                                                        | Objekt                              | Beschreibung | ÚSKP-Nr.                  | Bild                                |
| ----------------------------------------------------------- | ----------------------------------- | --- | ------------------------- | ----------------------------------- |
| Černý Důl 160 (Standort)                                    | Jagdhaus                            | Geschossbau eines Jagdhauses auf annähernd quadratischem Grundriss, mit gemauertem Erdgeschoss und Holz-Obergeschoss, erbaut im 19. Jahrhundert und im 1. Drittel des 20. Jahrhunderts umgebaut. | 49090/6-6028 Info Katalog | Jagdhaus                            |
| Černý Důl (Standort)                                        | Straßenbrücke                       | Backsteinbogenbrücke aus dem 18. Jahrhundert über den Fluss Čistá. | 100977 Info Katalog       | weitere Bilder                      |
| Černý Důl, náměstí (Standort)                               | Statue des Erzengels Michael        | Barocke Steinskulptur des über den Teufel triumphierenden Erzengels Michael, etwas unterlebensgroß, aus dem Jahr 1713. Der Engel ist mit Schwert und Schild gerüstet und tritt mit dem linken Fuß auf den Bauch des Teufels. | 32926/6-3447 Info Katalog | weitere Bilder                      |
| Černý Důl, náměstí (Standort)                               | Grab eines Soldaten der Roten Armee | Das Grab eines Soldaten der Roten Armee, ein Stelengrabstein von geringer künstlerischer Qualität. Auf dem Quaderblock in der Mitte eine 40 cm × 30 cm große Marmorplatte mit dem russischen Text. Auf dem oberen Block ein Porzellanteller mit dem Porträt eines gefallenen Soldaten. Unter der Quadersäule eine symbolische Terrazzo-Bordüre mit Blumenbepflanzung.                            | 38751/6-5154 Info Katalog | Grab eines Soldaten der Roten Armee |
| Černý Důl 77 (Standort)                                     | Hotel Pošta (Hotel Post)            | Ein einstöckiges Backsteinhaus mit Giebelfassade und Torbogen. | 11950/6-5554 Info Katalog | weitere Bilder                      |
| Černý Důl 79, náměstí (Standort)                            | Haus Nr. 79                         | Freistehendes Backsteinhaus auf länglichem Grundstück. | 11951/6-5555 Info Katalog | Haus Nr. 79                         |
| Černý Důl 53 (Standort)                                     | Haus Nr. 53                         | Ein freistehendes traditionelles Umgebindehaus mit Halle, eines der ältesten erhaltenen Gebäude des Dorfes. | 11952/6-5553 Info Katalog | Haus Nr. 53                         |
| Černý Důl 59 (Standort)                                     | Haus Nr. 59                         | Klassizistisches Backsteinhaus auf länglichem Grundstück. | 11954/6-5552 Info Katalog | Haus Nr. 59                         |
| Černý Důl 60 (Standort)                                     | Haus Nr. 60                         | Ein freistehendes, eingeschossiges Backsteinhaus mit Giebelausrichtung. | 11953/6-5551 Info Katalog | Haus Nr. 60                         |
| Černý Důl (Standort)                                        | Kirche des hl. Michael              | Kirche hl. Erzengels Michael, errichtet im Renaissancestil: - Umfassungsmauer, die einen unregelmäßigen siebeneckigen Grundriss begrenzt, auf deren Innenseite mit Kreuzwegstationen in angefügten Nischen - Kruzifix, am Tor auf der Nordseite - Kriegerdenkmal für die Opfer des Ersten Weltkriegs mit Zugangstreppe südöstlich der Kirche auf dem Gelände des Friedhofs – ohne Denkmalschutz. | 25245/6-3446 Info Katalog | weitere Bilder                      |
| Černý Důl, an der Landstraße vor dem Haus Nr. 10 (Standort) | Statue des hl. Johannes von Nepomuk | Sandsteinsäule mit einer Statue des hl. Johannes von Nepomuk in Lebensgröße neben der Ortsstraße vor dem Haus Nr. 10, an der Brücke über den Fluss Čistá. | 100924 Info Katalog       | Statue des hl. Johannes von Nepomuk |

## Fořt(Forst)
| Lage                                          | Objekt                              | Beschreibung | ÚSKP-Nr.                  | Bild           |
| --------------------------------------------- | ----------------------------------- | --- | ------------------------- | -------------- |
| Fořt (Standort)                               | Dreifaltigkeitskirche               | Die Kirche der hl. Dreifaltigkeit, eine Dorfkirche, die in der zweiten Hälfte des 18. Jahrhunderts im Barockstil erbaut wurde. Ein einschiffiger rechteckiger Bau mit einem Vestibül und einem Turm an der Westfassade, einem dreiseitigen Presbyterium mit Sakristei an der Nordseite und einem Oratorium an der Südseite. Der Turm wird von einem Zwiebeldach mit Laterne abgeschlossen. | 29315/6-3510 Info Katalog | weitere Bilder |
| Fořt, an der Ortsstraße am Schloss (Standort) | Statue des hl. Johannes von Nepomuk | Hohe barocke Statue des hl. Johannes von Nepomuk auf dreiseitigem Sockel, datiert 1750. | 100913 Info Katalog       | weitere Bilder |
| Fořt 1 (Standort)                             | Schloss Fořt                        | Zum Schlossareal gehören: ein Schlossgebäude, ein Park und eine Umfassungsmauer. Das Schloss errichtet um 1597 aus einer Renaissancefeste, wurde im Spätbarock 1794 und 1801 umgebaut und erweitert. | 18080/6-4941 Info Katalog | weitere Bilder |